# NGC 2178
NGC 2178 est une très vaste galaxie elliptique située dans la constellation du Peintre. NGC 2178 a été découverte par l'astronome britannique John Herschel en 1835.

## Caractéristiques
Sa vitesse par rapport au fond diffus cosmologique est de 8 135 ± 50 km/s, ce qui correspond à une distance de Hubble de 120,0 ± 8,4 Mpc (∼391 millions d'al).